# Bardia-Nationalpark
Der Bardiya-Nationalpark ist ein Nationalpark im Südwesten Nepals, der 1988 unter dem Namen Royal Bardia National Park gegründet wurde.
Zusammen mit dem benachbarten Banke-Nationalpark bildet der Bardiya-Nationalpark die Tiger Conservation Unit Bardiya-Banke, die sich über 2231 km² erstreckt und 1437 km² geschütztes Gebiet umfasst.

## Lage
Der ca. 968 km² große Nationalpark liegt östlich des Flusses Karnali auf einer Höhe zwischen 152 m in Nepals Terai-Region und 1441 m in den Siwaliks.

## Geschichte
Im Jahr 1815 hat Nepal diese Region an Britisch-Indien verloren und im Jahr 1860 – in Anerkennung für die Unterstützung bei der Niederwerfung des Indischen Aufstands von 1857 – zurückerhalten. Heute wird die Region immer noch Naya Muluk = „Neues Land“ – genannt. Im Jahr 1969 wurde ein Gebiet von 368 km² zum Royal Hunting Reserve erklärt, das 1976 als Royal Karnali Wildlife Reserve bekannt gegeben wurde und 1982 in Royal Karnali Wildlife Reserve umbenannt wurde. Im Jahr 1984 wurde das geschützte Gebiet um das Tal des Flusses Babai erweitert und erhielt vier Jahre später den Status eines Nationalparks.
Im Jahr 1996 wurde eine 327 km² große Pufferzone um den Nationalpark herum eingerichtet.

## Klima
Das Klima der Region ist ein subtropisches Monsunklima. Die Regenzeit fällt in die Monate zwischen Juni und Oktober, ab Mitte Oktober bis Februar folgt eine kühle Trockenzeit, die im März in eine heiße Trockenzeit übergeht.

## Vegetation
Etwa 70 % des Nationalparks besteht aus Sal-Wald, der Rest ist offenes Grasland, Savanne und Auwald. Sieben Vegetationszonen werden unterschieden: Salwälder, Auwälder, Hartholzwälder, Mischwälder aus Gemeinschaften von Indischem Rosenholz und Khair, Waldsavannen, Phantas und Hochgrasgebiete.
Die Vielfalt von Pflanzen umfasst 839 Arten, davon 173 Arten von Gefäßpflanzen.

## Tierwelt

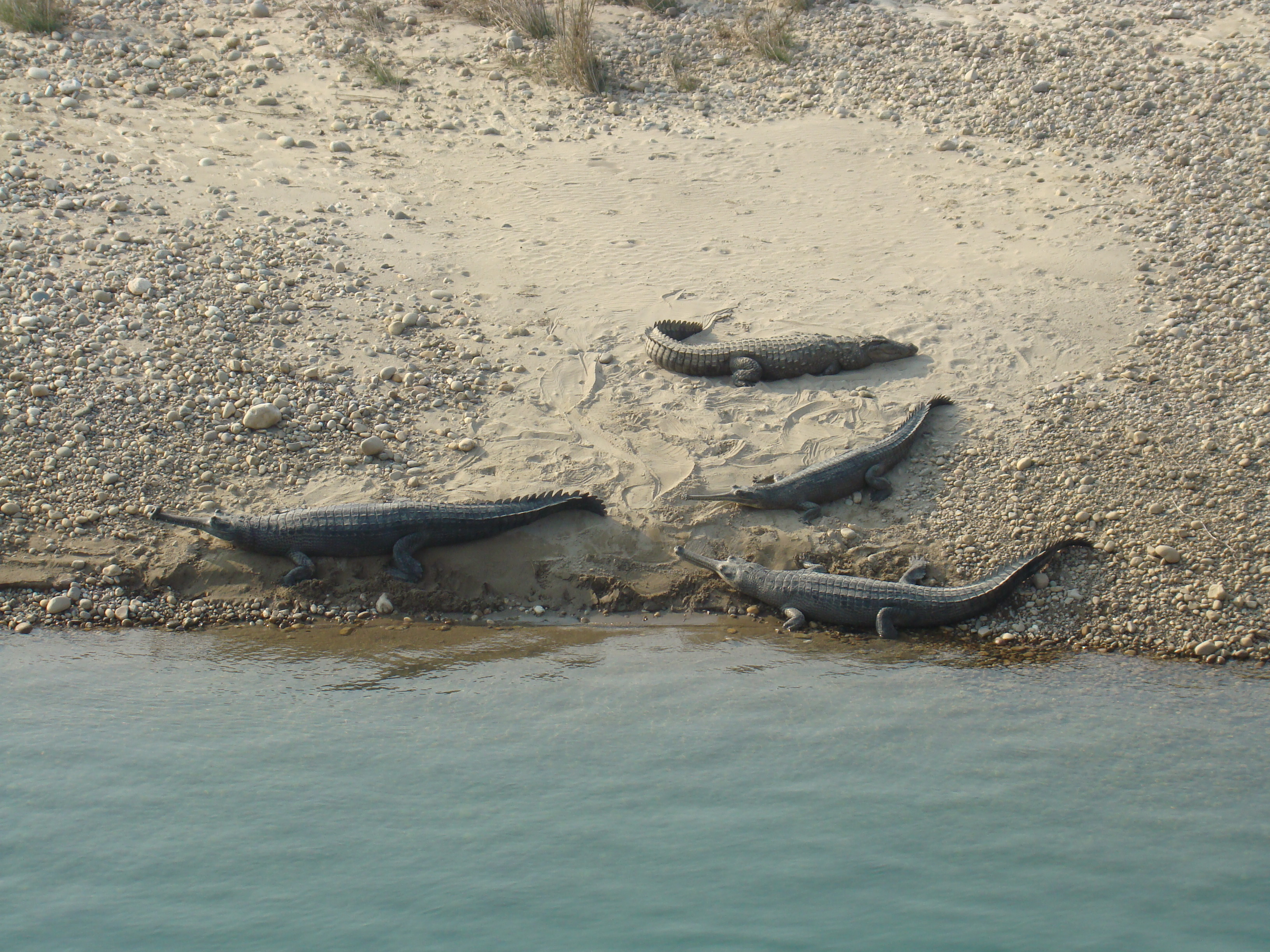
Gaviale am Karnali

Der Nationalpark beherbergt Populationen seltener Wildtiere wie Bengaltiger, Barasingha-Hirsche, Asiatische Elefanten, Hirschziegenantilopen, Ganges-Gaviale, Sumpfkrokodile und Gangesdelfine. Zusätzlich kommen Panzernashörner im Gebiet vor, die aus dem Chitwan-Nationalpark umgesiedelt wurden. Ihre Zahl betrug im Jahr 2007 etwa 35 Tiere. Durch Wilderei ist der Bestand rückläufig. Im März 2008 wurden nur noch 22 Tiere gezählt. Beim Zensus im Frühjahr 2015 wurden wieder 29 Nashörner gefunden. Auch die Zahl der Elefanten steigt; im Jahr 2002 waren es etwa 60 Tiere. Weitere Großtierarten sind Leopard, Wildschwein, Muntjak, Schweinshirsch, Axishirsch und Nilgauantilope. Zu den seltenen Vogelarten des Parks zählen Saruskranich, Flaggentrappe, Barttrappe und Gangesadler. Insgesamt kommen im Nationalpark über 30 Säugetier- und über 230 Vogelarten vor. Dazu kommen verschiedene Arten von Schlangen, Echsen und Fischen.